# 長崎県警察
長崎県警察（ながさきけんけいさつ、Nagasaki Prefectural Police）は、長崎県公安委員会の管理の下、長崎県が設置した警察組織。長崎県内を管轄区域とし、長崎県警と略称する。給与支払者は長崎県知事である。警察庁九州管区警察局管内。

## 本部所在地
- 長崎県長崎市尾上町3番3号
  - 地図を表示

## 沿革
- 1954年（昭和29年）
  - 7月1日
    - 新警察法（昭和29年法律第162号）の施行により、国家地方警察と自治体警察が廃止され、都道府県警察として長崎県警察が発足。
    - 7自治体警察署と17地区警察署を統合し、27警察署を設置。

  - 12月19日 - 長崎市外浦町（現在の江戸町・万才町）に警察本部新庁舎を落成。
- 1960年（昭和35年）
  - 7月30日 - 長崎県運転免許試験場を長崎市から大村市に移転。
  - 8月8日 - 大村市での運転免許試験場の業務を開始。
- 1966年（昭和41年）
  - 6月11日 - 長崎県武道館の落成式を挙行。（国際体育館横）
  - 11月9日 - 小江原町に警察学校の新校舎が完成。
- 1967年（昭和42年）
  - 4月28日 - 歩行者の交通事故防止のため、長崎市で交通キップ（交通違反警告書）を実施。
  - 8月21日 - 巡査長制度を新設。
  - 10月17日 - 思案橋・本石灰町・船大工町の3カ所に県下初の防犯テレビを設置。
- 1969年（昭和44年）
  - 3月20日 - 機構改革を行い、交通指導官・警備調査官を新設し、交通警備部門の強化を図る。
  - 6月3日 - 第1回警察と市民のつどい・音楽の夕べが長崎市公会堂で開催。
  - 9月20日 - 油木庁舎老朽化のため、交通機動隊新庁舎が田中町（現在地）に完成。
- 1970年（昭和45年）
  - 4月1日 - 専従捜査班を設置。
  - 4月10日 - 本部から長崎市内の全派出所・駐在所に一斉指令ができる「全派指令装置」が完成。
  - 7月21日 - 過密・過疎対策の一環で、駐在所・派出所の統廃合を実施。
- 1971年（昭和46年）9月1日 - 長崎水上警察署を廃止。
- 1973年（昭和48年）1月23日 - 新興社宅や団地の急増に対処するため、浦上警察署に移動交番車を配置。
- 1974年（昭和49年）
  - 4月10日 - 長崎警察署・佐世保警察署に九州で初めて「ヤングテレホン」を実施。
  - 7月15日 - 本部庁舎の増築工事が完了し、移転。新庁舎は地下1階・地上7階建て。
- 1975年（昭和50年）1月18日 - 警察法施行20周年と新庁舎落成を記念し、2日間にわたり庁舎を一般に公開。
- 1978年（昭和53年）4月1日 - 刑事部捜査第一課内の機動捜査隊を独立させる。秘書課広報係を広報課に昇格。
- 1982年（昭和57年）
  - 1月11日 - 新規運転免許証の即日交付を開始。
  - 11月16日 - 長崎自動車道の開通に伴い、高速道路交通警察隊が発足。
- 1987年（昭和62年）4月1日 - JR九州の発足に伴い、施設内の警らと列車警備を任務とする鉄道警察隊（25名）が本部で発足式を行う。

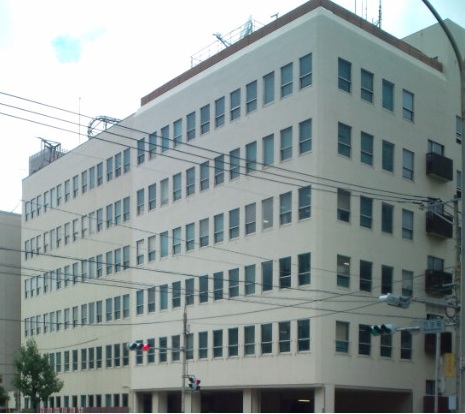
旧庁舎

- 2006年（平成18年）- 交番、駐在所の統廃合を開始[1][2][3][4][5][6][7][8]。
- 2018年（平成30年）2月13日 - 警察本部新庁舎で業務を開始。
- 2019年（平成31年）
  - 4月1日 - 地域部および生活安全部サイバー犯罪対策課を新設。
  - 警察本部新庁舎が2019年度グッドデザイン賞受賞[9]。
- 2020年（令和2年）4月1日 - 長崎警察署新庁舎内に長崎運転免許センターを開設。

## 本部組織
- 警務部
  - 首席参事官
  - 参事官
  - 首席監察官
  - 上席監察官
  - 監察官
  - 総務課
    - 調査官
    - 庶務係
    - 渉外係
    - 公安委員会補佐室
      - 公安委員会補佐係

    - 取調べ監督室
      - 取調べ監督係

  - 広報相談課
    - 庶務係
    - 広報室
      - 広報係

    - 犯罪被害者支援室
      - 被害者支援係

    - 情報公開センター
      - 情報公開係

    - 警察安全相談室
      - 警察安全相談係

    - 音楽隊
      - 音楽隊係

  - 会計課
    - 調査官
    - 庶務係
    - 予算係
    - 調度係
    - 契約係
    - 監査室
      - 監査指導係
      - 出納係

  - 警務課
    - 政策調整官
    - 調査官
    - 庶務係
    - 給与係
    - 企画室
      - 企画第一係
      - 企画第二係
      - 企画第三係

    - 人材育成室
      - 人事第一係
      - 人事第二係
      - 採用係
      - 教養係
      - 術科指導係
      - 機関誌係
      - 長崎県武道館

  - 装備施設課
    - 庶務係
    - 装備第一係
    - 装備第二係
    - 電話交換係
    - 施設管理室
      - 管財係
      - 営繕係
      - 庁舎建設係

  - 情報管理課
    - 庶務係
    - 照会センター第一係
    - 照会センター第二係
    - 照会センター第三係
    - 文書係
    - 電算企画開発室
      - 企画指導係
      - 管理係
      - 開発係
      - 運用係

  - 監察課
    - 庶務係
    - 企画係
    - 表彰係
    - 調査係
    - 訟務係

  - 厚生課
    - 庶務係
    - 企画・出納係
    - 共済係
    - 厚生係
    - 健康管理室
      - 健康管理係

  - 留置管理課
    - 庶務係
    - 指導・管理係
    - 護送係
    - 護送係佐世保分駐班

- 生活安全部
  - 参事官
  - 生活安全企画課
    - 管理官
    - 調査官
    - 庶務係
    - 企画指導係
    - 犯罪抑止対策室
      - 安全・安心推進係
      - ニセ電話詐欺対策係
      - 子供・女性安全対策係

    - 許可業務指導室
      - 営業第一係
      - 営業第二係
      - 保安係

    - 少年対策室
      - 少年企画指導係
      - 少年事件特捜係
      - 少年サポート係
      - 県南少年サポート係
      - 県北少年サポート係

  - 人身安全対策課
    - 調査官
    - 庶務係
    - 企画指導係
    - 行方不明・虐待対策係
    - 現場支援係
    - 初動対策第一係
    - 初動対策第二係
    - 初動対策第三係

  - 生活安全捜査課
    - 庶務係
    - 企画指導係
    - 特捜第一係
    - 特捜第二係
    - 特捜第三係

  - サイバー犯罪対策課
    - 庶務係
    - 企画指導係
    - サイバーセキュリティ対策係
    - サイバー犯罪特捜第一係
    - サイバー犯罪特捜第二係
    - 捜査支援係

- 地域部
  - 参事官
  - 地域課
    - 管理官
    - 庶務係
    - 地域企画指導室
      - 企画第一係
      - 企画第二係
      - 船舶係
      - 指導係
      - 職務質問技能指導班

    - 鉄道警察隊（長崎市尾上町1-89、北緯32度45分9.5秒 東経129度52分11.4秒）
      - 本隊
      - 佐世保分駐隊

  - 通信指令課
    - 庶務係
    - 企画指導係
    - 第一係
    - 第二係
    - 第三係

  - 自動車警ら隊
    - 庶務係
    - 企画指導係
    - 本隊
      - 第一係
      - 第二係
      - 第三係

    - 県央分駐隊
      - 第一係
      - 第二係
      - 第三係

    - 県北分駐隊
      - 第一係
      - 第二係
      - 第三係

- 刑事部
  - 参事官
  - 刑事総務課
    - 管理官
    - 調査官
    - 庶務係
    - 企画指導係
    - 捜査支援室
      - 手配共助係
      - 手口係
      - 統計係
      - 情報分析支援係

    - 取調べ指導室
      - 取調べ・傍受指導係
      - 刑事公判対応係

    - 渉外捜査室
      - 渉外捜査係

  - 捜査第一課
    - 調査官
    - 庶務係
    - 強行犯係
    - 強行犯特捜係
    - 盗犯係
    - 盗品捜査係
    - 盗犯特捜係
    - 特殊犯係
    - 性犯罪捜査指導係
    - 検視官室
      - 検視指導係
      - 県南検視係
      - 県北検視係

  - 捜査第二課
    - 調査官
    - 庶務係
    - 企画指導係
    - 告訴・告発係
    - 企業財務特捜係
    - 知能犯特捜第一係
    - 知能犯特捜第二係

  - 組織犯罪対策課
    - 調査官
    - 庶務係
    - 企画指導係
    - 犯罪収益解明係
    - 暴力団指定係
    - 暴力団対策特捜係
    - 薬物銃器対策特捜係
    - 国際犯罪捜査係
    - 特殊詐欺捜査室
      - 特殊詐欺特捜係

    - 行政・企業対象暴力対策室
      - 行政・企業対象暴力対策係
      - 暴力団排除係

  - 鑑識課
    - 庶務係
    - 指導・現場係
    - 足痕跡係
    - 写真係
    - 指紋係
    - 資料管理係
    - 機動鑑識隊
      - 機動鑑識長崎第一係
      - 機動鑑識長崎第二係
      - 機動鑑識長崎第三係
      - 機動鑑識佐世保第一係
      - 機動鑑識佐世保第二係
      - 機動鑑識佐世保第三係

  - 科学捜査研究所
    - 庶務係
    - 法医係
    - 化学係
    - 物理係
    - 文書・心理係

  - 機動捜査隊
    - 庶務係
    - 本隊
      - 第一係
      - 第二係
      - 第三係

    - 県北分駐隊
      - 第一係
      - 第二係
      - 第三係

- 交通部
  - 参事官
  - 交通企画課
    - 管理官
    - 庶務係
    - 安全教育係
    - 安全係
    - 次世代モビリティ対策係
    - 交通企画指導室
      - 企画係
      - 指導係
      - 分析係

  - 交通指導課
    - 庶務係
    - 反則通告係
    - 取締・暴走族対策係
    - 交通捜査室
      - 交通事件特捜係
      - 事件管理係
      - 交通鑑識指導係
      - 県南交通鑑識捜査係
      - 県北交通鑑識捜査係

    - 駐車対策室
      - 駐車対策係

  - 交通規制課
    - 調査官
    - 庶務係
    - 企画係
    - 規制係
    - 協議係
    - 標識標示係
    - 信号係
    - 管制係

  - 運転免許管理課
    - 調査官
    - 庶務係
    - 行政処分係
    - 調査係
    - 運転免許試験場（大村市古賀島町533-5、北緯32度55分31.3秒 東経129度56分30秒）
      - 免許係
      - 安全運転相談係
      - 電算登録係
      - 学科・適性試験係
      - 技能試験係
      - 教習係

    - 安全運転学校
      - 講習指導係
      - 高齢運転者支援係

    - 長崎運転免許センター
      - 免許係

  - 交通機動隊（諫早市多良見町囲266-1、北緯32度49分33.5秒 東経129度58分43.6秒）
    - 庶務係
    - 事件係
    - 企画指導係
    - 交通特命捜査係
    - 本隊
      - 第一係
      - 第二係
      - 第三係

    - 島原分駐隊
      - 島原分駐係

    - 県北分駐隊
      - 第一係
      - 第二係

  - 高速道路交通警察隊（諫早市貝津町1008、北緯32度50分5.7秒 東経130度0分32.7秒）
    - 庶務係
    - 企画事件係
    - 本隊
      - 第一係
      - 第二係
      - 第三係

    - 佐世保分駐隊
      - 第一係
      - 第二係
      - 第三係

- 警備部
  - 参事官
  - 公安課
    - 管理官
    - 調査官
    - 庶務係
    - 企画係
    - 情報第一係
    - 情報第二係
    - 情報第三係
    - 事件係
    - 文書係

  - 警備課
    - 調査官
    - 庶務係
    - 実施係
    - 危機管理対策室
      - 危機管理係
      - 災害係

    - 航空隊（大村市今津町206、北緯32度55分58.1秒 東経129度56分9.5秒）
      - 企画係
      - 飛行係
      - 整備係

  - 外事課
    - 庶務係
    - 企画係
    - 情報第一係
    - 情報第二係
    - 情報第三係
    - 情報第四係
    - 事件・外国人係
    - 経済安全保障対策係
    - 国際テロ対策室
      - 国際テロ対策第一係
      - 国際テロ対策第二係

  - 警衛対策課
    - 警衛警護係
    - 総括係
    - 実施係
    - 交通係

  - 機動隊（長崎市田中町385-3、北緯32度45分58.4秒 東経129度56分51.8秒）
    - 庶務係
    - 企画指導係
    - 会計・厚生係
    - 第一小隊
    - 第二小隊
    - 第三小隊
- 警察学校（長崎市小江原5丁目1-1、北緯32度47分6.1秒 東経129度49分58.4秒）
  - 庶務・厚生係
  - 会計係
  - 指導係
  - 教務係
  - 術科係

## データ
2009年（平成21年）4月現在
施設
2011年（平成23年）4月現在
- 警察署数 - 23署
- 交番数 - 73
- 駐在所数 - 127

職員

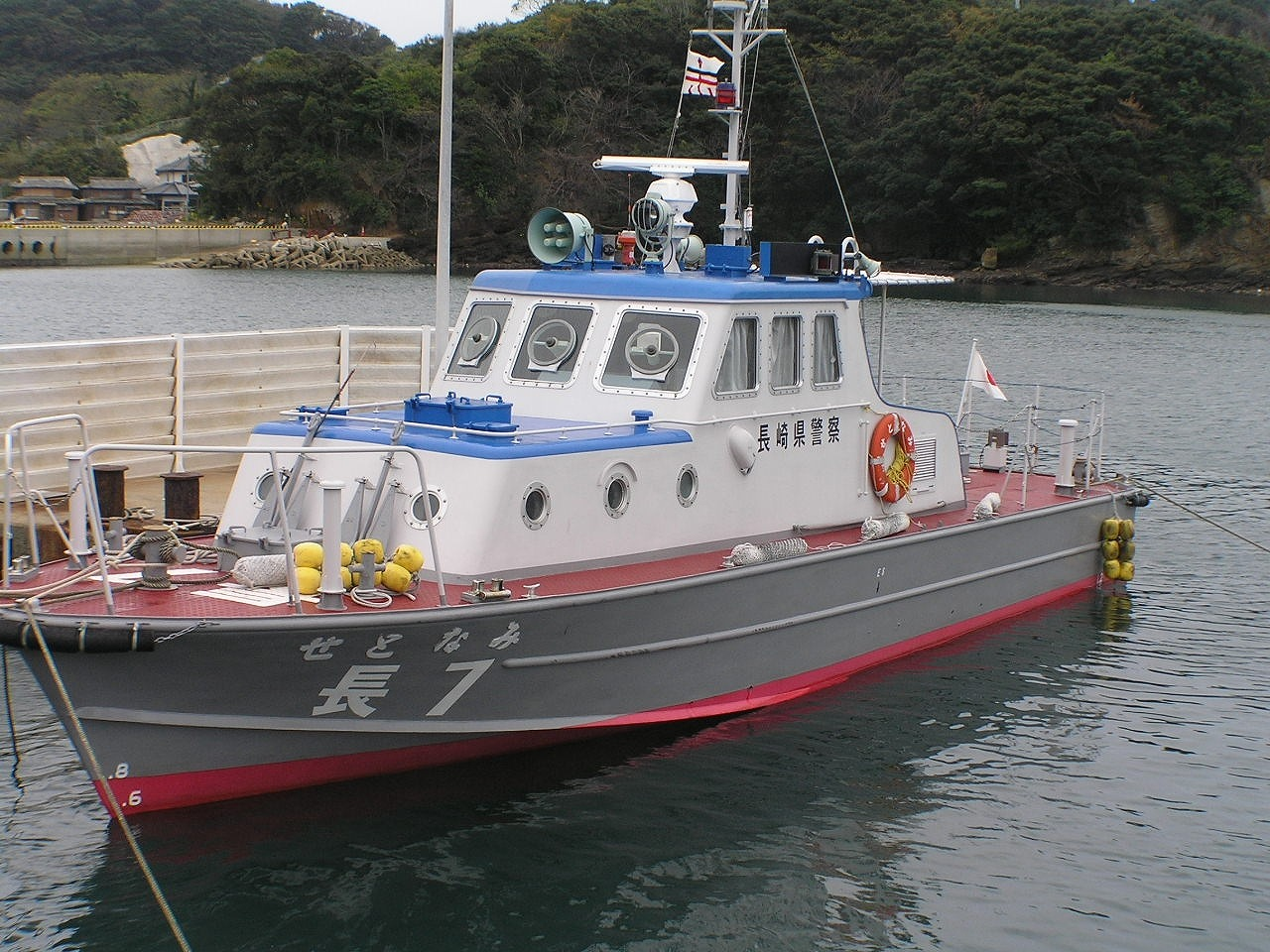
長崎県警察所有船せとなみ

- 職員数 - 3500人（うち警察官3000人）

車両・船舶等
- パトカー - 150台
- 捜査用パトロールカー - 220台
- ミニパトカー - 210台
- 白バイ - 60台
- 警備艇 - 8隻
  - 長1 たいしゅう 対馬北 23m型
  - 長2 つしま 対馬南 23m型 2007-
  - 長3 いき 壱岐 17m型 2013-
  - 長4 ふくえ 五島 17m型 1999-
  - 長5 かみごとう 新上五島 17m型
  - 長6 ひらど 平戸 17m型
  - 長7 でじま 時津（外海側） 17m型
  - 長9 いそかぜ 大村 12m型 2001/3/29-
  - (退役) かみあがた 対馬北 20m型
  - (退役) 長3 いき 壱岐 17m型 1992-
  - (退役) 長4 あさかぜ 福江
  - (退役) 長7 せとなみ 西海 12m型
  - (退役) 長8 でじま 松浦
  - (退役) 長10 ゆみはり 佐世保 12m型
  - (退役) 長11 むらさめ 相浦 12m型

- ヘリコプター - 1機

## 警察署
警察署数は22（2020年（令和2年）4月時点）。警察車両のナンバー地名は佐世保市周辺地域が「佐世保」、それ以外の地域は「長崎」である。なお、警察署長の階級は警視であるが、長崎・佐世保の各警察署長は警視正の者が充てられる。
| ※      | 地域 | 警察署名称     | 管轄区域                                                     | 前身                        |
| ------ | ---- | -------------- | ------------------------------------------------------------ | --------------------------- |
| 長崎   | 県南 | 長崎警察署     | 長崎市中心部・東部・西部の一部（飽の浦・淵・福田地区）       | 2020年4月に稲佐警察署を統合 |
| 長崎   | 県南 | 浦上警察署     | 長崎市北部・西部の一部（小江原・手熊・式見地区）             |                             |
| 長崎   | 県南 | 大浦警察署     | 長崎市南部                                                   |                             |
| 長崎   | 県南 | 時津警察署     | 西彼杵郡時津町・長与町、長崎市西北部（三重・琴海・外海地区） |                             |
| 佐世保 | 県南 | 西海警察署     | 西海市（崎戸町江島・平島地区を除く）                         | 大瀬戸警察署                |
| 佐世保 | 県央 | 川棚警察署     | 東彼杵郡東彼杵町・川棚町・波佐見町                           |                             |
| 長崎   | 県央 | 大村警察署     | 大村市                                                       |                             |
| 長崎   | 県央 | 諫早警察署     | 諫早市                                                       |                             |
| 長崎   | 島原 | 島原警察署     | 島原市                                                       |                             |
| 長崎   | 島原 | 雲仙警察署     | 雲仙市                                                       | 小浜警察署                  |
| 長崎   | 島原 | 南島原警察署   | 南島原市                                                     | 口之津警察署                |
| 佐世保 | 県北 | 佐世保警察署   | 佐世保市中心部                                               |                             |
| 佐世保 | 県北 | 相浦警察署     | 佐世保市西部                                                 |                             |
| 佐世保 | 県北 | 早岐警察署     | 佐世保市南部                                                 |                             |
| 佐世保 | 県北 | 江迎警察署     | 佐世保市北部、北松浦郡佐々町                                 |                             |
| 佐世保 | 県北 | 平戸警察署     | 平戸市                                                       |                             |
| 佐世保 | 県北 | 松浦警察署     | 松浦市                                                       |                             |
| 佐世保 | 県北 | 新上五島警察署 | 北松浦郡小値賀町、佐世保市宇久地区                           | 有川警察署                  |
| 佐世保 | 県南 | 新上五島警察署 | 西海市崎戸町江島・平島地区                                   | 有川警察署                  |
| 長崎   | 五島 | 新上五島警察署 | 南松浦郡新上五島町                                           | 有川警察署                  |
| 長崎   | 五島 | 五島警察署     | 五島市                                                       | 福江警察署                  |
| 長崎   | 壱岐 | 壱岐警察署     | 壱岐市                                                       |                             |
| 長崎   | 対馬 | 対馬南警察署   | 対馬市南部（旧下県郡）の厳原・美津島・豊玉地区               | 厳原警察署                  |
| 長崎   | 対馬 | 対馬北警察署   | 対馬市北部（旧上県郡）の峰・上県・上対馬地区                 | 上県警察署                  |

### 改称された警察署
- 2004年（平成16年）
  - 厳原警察署（いずはら） →対馬南警察署（市町村合併による）
  - 上県警察署（かみあがた） →対馬北警察署（同上）
  - 有川警察署（ありかわ） →新上五島警察署（同上）
  - 福江警察署（ふくえ）→五島警察署（同上）
- 2005年（平成17年）
  - 大瀬戸警察署（おおせと） → 西海警察署（同上）
- 2006年（平成18年）
  - 小浜警察署（おばま） →　雲仙警察署（市町村合併に伴い、国見警察署と統合）
  - 口之津警察署（くちのつ） → 南島原警察署（市町村合併による）

### 廃止された警察署
- 長崎水上警察署（すいじょう）→ 1971年（昭和46年）9月1日廃止。
- 奈良尾警察署（ならお）→ 1972年（昭和47年）有川警察署（現 新上五島警察署）と統合の上、廃止。
- 東長崎警察署（ひがしながさき） - 2005年（平成17年）に長崎警察署と統合の上、廃止。
  - 旧東長崎警察署庁舎は矢上交番として使用されている。
- 国見警察署（くにみ） - 2006年（平成18年）に小浜警察署と統合の上、廃止。小浜警察署は雲仙警察署と改称された。
  - 旧小浜警察署庁舎は雲仙警察署として使用、旧国見警察署庁舎は雲仙北交番（幹部交番）として使用されている。
- 稲佐警察署（いなさ）- 2020年（令和2年）に長崎警察署に統合。

## マスコットキャラクター
- キャッチくん

## 発生した主な事件・事故
（年次は事件化時期）

### 昭和
- 1958年（昭和33年） - 長崎国旗事件
- 1977年（昭和52年） - 長崎バスジャック事件

### 平成
- 1990年（平成2年） - 長崎市長銃撃事件
- 2003年（平成15年） - 長崎男児誘拐殺人事件
- 2004年（平成16年） - 佐世保小6女児同級生殺害事件
- 2007年（平成19年） - 長崎市長射殺事件、佐世保市散弾銃乱射事件
- 2011年（平成23年） - 長崎ストーカー殺人事件
- 2014年（平成26年） - 佐世保女子高生殺害事件

## 不祥事

### 2010年代
- 2010年5月15日 - 浦上警察署地域課の巡査が、5月15日の午前1時30分ごろ、諫早市八坂町付近で、酒気帯び状態だった20歳の男が運転する乗用車に同乗。この男が駐車場内で当て逃げ事故を起こした後に現場から逃走した。翌16日、県警は巡査を道路交通法違反（飲酒運転車同乗）容疑で逮捕した。容疑を大筋で認めている[11]。
- 2016年6月3日 - 県警本部の男性巡査（20代）が、情報管理課に電話し、捜査目的と偽って知人女性の住所などの情報を入手。2014年12月から2016年3月まで、女性の車に自分の連絡先を記した紙を残すなどの行為を繰り返した。女性が県警に相談、発覚した。県警の事情聴取に対し、男性巡査は事実を認め「女性と交際したかった」と話したという。また監察課は「ストーカー行為等の規制等に関する法律に触れる可能性もあったが、女性が軽い処分を望んだため立件しなかった」と説明している。6月3日、県警は男性巡査を所属長訓戒の処分にした[12]。
- 2019年2月8日 - 県内の警察署に勤務していた男性事務職員（20代）が、署員が出勤のため私的に借りていた複数の駐車場の利用料約33万円を着服していた。県警は2月8日、男性事務職員を減給10分の1（6ヵ月）の懲戒処分とした。男性事務職員は依願退職[13]。
- 2019年5月4日 - 長崎県北部の警察署に勤務する男性警部補（50代）が、5月4日、県内の片側2車線の国道で法定速度を39キロ超過して運転したとして、速度超過で摘発された。県警は男性警部補を本部長注意の処分とした[14]。

### 2020年代
- 2020年2月5日 - 県南地域の警察署に勤務する男性警部補（30代）が、2019年4月、職場の女性職員と2人で酒を飲んだ帰りの路上で、職員の肩に手を回すセクハラ行為をした。10月、職員が「不快に感じたが仕事のことを考えるとすぐに言い出せなかった」などと申し出て発覚。警部補は「自分に好意を持っていると勘違いした」と話しているという。男性警部補は別の女性警察官と不倫関係だったことも発覚。女性警察官は本部長注意処分を受けた。2020年2月5日、男性警部補は本部長訓戒の処分を受け、同日付で依願退職した[15]。
- 2020年2月19日 - 県南地区の警察署の男性警部補（50代）が、2019年6月上旬から10月中旬までの間、勤務時間中にほかの職員の前で、女性を「ばかが」と複数回にわたり叱責した。女性が県警本部に被害を申し出た。2月19日、県警はパワハラ行為をしたとして男性警部補を本部長注意処分とした[16]。
- 2020年4月 - 公務でミニパトカーを運転していた巡査が物損事故を起こした。事故後に巡査は上司に「後部バンパーに傷がある」と報告はしたが、事故を起こしたとは報告していなかった。不審に思った上司が事故翌日に巡査に改めて問いただして事故が発覚。巡査は同年6月11日付で本部長注意処分を受けていた[17]。
- 2020年4月 - 県警本部に勤務する男性巡査部長（30代）が、数カ月前、2度にわたって長崎市内のラブホテル客室内に隠して設置したカメラで派遣型風俗店（デリバリーヘルス）で働く女性を盗撮した疑い。男性巡査長は容疑を認めているという。男性巡査部長は撮影を記録したメモリーカードを紛失。同署内で落とし物として見つかり、行為が発覚したという。県警は男性巡査部長を長崎県迷惑行為等防止条例違反の疑いで近く書類送検する[18][19]。
- 2020年4月30日 - 県北の警察署に勤務する男性巡査（20代）が、3月下旬、警察官の停車指示に従わず逃走し赤信号無視などの交通違反をした。4月30日、県警は男性巡査を所属長訓戒処分とした。男性巡査は同日付で依願退職[20]。
- 2020年5月15日 - 県警本部の男性警部補（50代）が、2016年～2020年2月7日にかけて、県警が保有する県内離島に関する事件の概要や防犯カメラの位置情報などを、女性（30代）にLINEで送信した疑いがあるとのこと。また、男性警部補が流出させた情報には被疑者や被害者ら30名の個人情報も含まれていた。県警は男性警部補を5月15日、地方公務員法における守秘義務違反の疑いで書類送検[21]。
- 2020年10月、佐世保警察署交通課の男性警部補が上司の署長や課長らからパワーハラスメントを受けて自殺。後に公務災害の認定を受けたことを踏まえ、2022年に一階級（警部へ）昇任する措置がなされた[22]。その後この警部補の遺族が2023年4月に、長崎県を相手取り損害賠償を求める訴訟を長崎地方裁判所に起こした[23]。